# Bruncrona
Bruncrona är en svensk och finländsk adelsätt. Den gren som fortlevde i Sverige slocknade på svärdssidan 1975, men är fortlevande i Finland.
Släkten Bruncrona är indelad i två grenar. Den ena, den äldre, har gemensamt ursprung med ätten Ridderbjelke. Den yngre grenen, kognatiskt besläktad med den förra, härstammar på fädernet från släkten Rabenius och har gemensamt ursprung med den adliga ätten nr 2311.

## Den äldre grenen
Stamfader för den äldre ätten är en länsman vid namn Lars som levde i slutet av 1500-talet. Hans son Abraham Larsson var kapten i Södermanlands infanteri och sedan kommendant på Dalarö skans, och deltog i flera slag och fälttåg. Han hade tre söner, vilka kallade sig Brun. Sonen Johan Brun adlades Ridderbjelke. Sonen Lorentz Brun var överstelöjtnant vid general Liewens regemente. Den tredje sonen Abraham Brun var råd- och handelsman i Göteborg och med sin skotska adliga hustru Anna Gordon far till Abraham Brun.
Sistnämnda Abraham Brun adlades med sin farbroder, den ovan nämnde Lorentz, med namnet Bruncrona år 1726 och introducerades samma år på nummer 1798. Lorentz Bruncrona fick en son som avled ung, och en dotter som gifte sig von Numers. Han slöt därmed själv sin ättegren.
Abraham Bruncrona var sekreterare i Kanslikollegium. Hans hustru Anna Sophia Steuch var sondotter till ärkebiskop Mattias Steuchius och Anna Tersera som tillhörde Bureätten, vilkas barn adlats men hennes far hade aldrig introducerats. Abraham Bruncronas och Anna Sophia Steuchs ena dotter gifte sig Ehrenmalm, och deras andra dotter med professor Olof Rabenius. Släkten fortlevde med sonen Abraham Mattias Bruncrona som var major, och gift med Eva Maria Taube, dotter till en överste och till en Armfelt. De fick många barn, av vilka endast en gifte sig ofrälse, med översten och överlotsdirektören Nils Abraham Rabbe, son till Olof Rabenius ovan. Han adopterades på släkten och dess nummer. Denna gren bildar den yngre ätten. En annan dotter gifte sig med den rysk-finsk greven Johan Fredrik Aminoff.
Två sonsöner till Abraham Mattias Bruncrona, Abraham Reinhold och Evert Wilhelm Bruncrona, huvudmannagrenen, immatrikulerades på Finlands riddarhus på nummer 116, där ätten är fortlevande. Den gren som fortlevde i Sverige slocknade på svärdssidan 1975.

## Den yngre, rabbeska grenen
Stamfader för den rabbeska grenen är Nils Johansson som var bonde, gästgivare och nämndeman i Råby i Dingtuna socken. Hans son, Laurentius Nicolai Raabyensis var kyrkoherde i Bergs socken, och gift med en syster till kyrkoherden Nils Aspman i Lindesberg och bergsrådmannen Jacob Ingelsson i Falun, och av bergsmannasläkt från Falun. Deras son Ingellus Laurenti Rabenius var regementspastor och sedan kontraktsprost, samt gift med en dotter till prosten Olof Kalsenius och Anna Rudbeck. De blev föräldrar till professor Olof Ingelsson Rabenius, gift enligt ovan med Anna Christina Bruncrona. Deras äldste son adopterades på morfaderns adliga namn och nummer. Den yngre ätten slocknade på svärdssidan 1859.

## Personer ur ätten
- Gustaf Adolph Bruncrona
- Nils Abraham Bruncrona
- Olof Abraham Bruncrona
- Ulla Bruncrona